# 1998 w filmie
Wydarzenia filmowe w 1998 roku.

## Wydarzenia
- Aaron Spelling zaczyna kręcić serial Czarodziejki (ang. Charmed). Grały w nim m.in. Shannen Doherty, Holly Marie Combs, Alyssa Milano.
- 28 listopada – 5 grudnia, Toruń, VI Międzynarodowy Festiwal Sztuki Autorów Zdjęć Filmowych Camerimage

## Urodzili się
- 26 marca – Omar Ayuso, hiszpański aktor
- 18 października – Julia Wróblewska, polska aktorka dziecięca
- 31 października – Itzan Escamilla, hiszpański aktor
- 12 listopada – Omar Rudberg, wenezuelsko-szwedzki piosenkarz i aktor
- 23 grudnia – Julia Wieniawa, polska aktorka

## Zmarli
- 5 stycznia – Sonny Bono, amerykański piosenkarz i aktor; były mąż Cher (ur. 1935)
- 24 lutego – Miff Görling, szwedzki puzonista jazzowy i kompozytor muzyki filmowej (ur. 1909)
- 10 marca – Lloyd Bridges, amerykański aktor
- 25 marca – Zdzisław Kozień, polski aktor (ur. 1924)
- 25 marca – Daniel Massey, amerykański aktor
- 14 maja – Frank Sinatra, amerykański aktor i piosenkarz (ur. 1915)
- 22 maja – Lucjan Dembiński, polski reżyser, scenarzysta i aktor-lalkarz (ur. 1924)
- 23 czerwca – Maureen O’Sullivan, amerykańska aktorka
- 12 lipca – Roman Wionczek, polski reżyser i scenarzysta (ur. 1928)
- 6 września – Akira Kurosawa, japoński reżyser (ur. 1910)
- 2 października – Jerzy Bińczycki, polski aktor (ur. 1937)
- 19 listopada – Alan J. Pakula, amerykański reżyser (ur. 1928)

## Premiery

### polskie
| Data            | Tytuł filmu                       | Kraj   | Reżyseria                                 | Obsada |
| --------------- | --------------------------------- | ------ | ----------------------------------------- | --- |
| 2 stycznia      | Księga wielkich życzeń            | Polska | Sławomir Kryński                          | Gustaw Holoubek, Henryk Machalica, Martyna Michalska, Danuta Szaflarska                                                                                  |
| 23 stycznia     | Młode wilki 1/2                   | Polska | Jarosław Żamojda                          | Anna Mucha, Krzysztof Antkowiak, Jarosław Jakimowicz, Zbigniew Suszyński, Jan Nowicki                                                                    |
| 27 lutego       | Gniew                             | Polska | Marcin Ziębiński                          | Artur Żmijewski, Renata Dancewicz, Rafał Maćkowiak, Arkadiusz Walkowiak                                                                                  |
| 27 lutego       | Spona                             | Polska | Waldemar Szarek                           | Władysław Kowalski, Łukasz Lewandowski, Radosław Elis, Jacek Liwot                                                                                       |
| 20 marca        | Demony wojny według Goi           | Polska | Władysław Pasikowski                      | Bogusław Linda, Zbigniew Zamachowski, Tadeusz Huk, Mirosław Baka                                                                                         |
| 3 kwietnia      | Farba                             | Polska | Michał Rosa                               | Agnieszka Krukówna, Ewa Gorzelak, Marcin Władyniak, Alicja Bienicewicz                                                                                   |
| 24 kwietnia     | Kochaj i rób co chcesz            | Polska | Robert Gliński                            | Rafał Olbrychski, Monika Kwiatkowska, Zbigniew Zamachowski, Jan Frycz                                                                                    |
| 24 kwietnia     | Królestwo Zielonej Polany. Powrót | Polska | Krzysztof Kiwerski Longin Szmyd           | Dubbing: Jan Kociniak, Włodzimierz Bednarski, Jacek Wolszczak, Krzysztof Jędrysek                                                                        |
| 4 maja          | Darmozjad polski                  | Polska | Łukasz Wylężałek                          | Adam Hutyra, Jan Peszek, Anna Samusionek, Andrzej Iwiński                                                                                                |
| 22 maja         | Cudze szczęście                   | /      | Mirosław Bork                             | Danuta Stenka, Maciej Robakiewicz, Susanne Luning, Oliver Stritzel, Jan Machulski                                                                        |
| 22 maja         | Złote runo                        | Polska | Janusz Kondratiuk                         | Zbigniew Buczkowski, Zbigniew Mazurek, Stanisława Celińska                                                                                               |
| 19 czerwca      | Prostytutki                       | Polska | Eugeniusz Priwiezieńcew                   | Zuzanna Paluch, Mariusz Saniternik, Katarzyna Figura, Agnieszka Fitkau-Perepeczko                                                                        |
| 10 lipca        | Ciemna strona Wenus               | Polska | Radosław Piwowarski                       | Agnieszka Wagner, Jan Englert, Paweł Deląg, Anna Przybylska                                                                                              |
| 10 lipca        | Mamo, czy kury potrafią mówić?    | Polska | Tadeusz Wilkosz Krystyna Krupska- Wysocka | Aleksandra Rosińska, Bogusława Pawelec, Marzena Trybała, Leon Niemczyk, Joanna Stasiewicz                                                                |
| 18 września     | Kroniki domowe                    | Polska | Leszek Wosiewicz                          | Grażyna Szapołowska, Stanisława Celińska, Krzysztof Kolberger, Aleksander Ihnatowicz Michał Lesień, Samanta Janas, Paulina Kinaszewska, Marcin Markowski |
| 16 października | Nic                               | Polska | Dorota Kędzierzawska                      | Anita Borkowska-Kuskowska, Janusz Panasewicz, Danuta Szaflarska, Inga Zawadzka                                                                           |
| 16 października | Zabić Sekala                      | /      | Vladimír Michálek                         | Bogusław Linda, Olaf Lubaszenko, Agnieszka Sitek, Jiří Bartoška, Vlasta Chramostová                                                                      |
| 13 listopada    | U Pana Boga za piecem             | Polska | Jacek Bromski                             | Ira Łaczina, Jan Wieczorkowski, Krzysztof Dzierma, Andrzej Zaborski                                                                                      |
| 20 listopada    | Billboard                         | Polska | Łukasz Zadrzyński                         | Rafał Maćkowiak, Andrzej Seweryn, Bogusław Linda, Piotr Fronczewski Paweł Kukiz, Justyna Steczkowska, Jekatierina Gusiewa, Mikołaj Grabowski             |
| 20 listopada    | Historia kina w Popielawach       | Polska | Jan Jakub Kolski                          | Krzysztof Majchrzak, Bartosz Opania, Grażyna Błęcka-Kolska, Michał Jasiński, Tomasz Krysiak                                                              |
| 23 listopada    | Łóżko Wierszynina                 | Polska | Andrzej Domalik                           | Piotr Fronczewski, Hanna Mikuć, Ewa Telega, Agnieszka Krukówna                                                                                           |
| 4 grudnia       | Złoto dezerterów                  | Polska | Janusz Majewski                           | Marek Kondrat, Bogusław Linda, Wiktor Zborowski, Katarzyna Figura, Piotr Gąsowski                                                                        |
| 11 grudnia      | Ognisty jeździec                  | /      | Nina Grosse                               | Martin Feifel, Marianne Denicourt, Ulrich Matthes, Margit Carstensen, Matthias Faberazik                                                                 |

### zagraniczne
- - 1900: Człowiek legenda – reż. Giuseppe Tornatore
  - Armageddon – reż. Michael Bay
  - Barwy kampanii (Primary Colors) – reż. Mike Nichols
  - Big Lebowski – reż. Joel Coen
  - Billy’s Hollywood Screen Kiss – reż. Tommy O’Haver
  - Blade: Wieczny łowca – reż. Stephen Norrington
  - Cienka czerwona linia – reż. Terrence Malick
  - Dworzec nadziei (Central do Brasil) – reż. Walter Salles
  - Elizabeth – reż. Shekhar Kapur
  - Jeremiasz – reż. Harry Winer
  - Pokémon: Film pierwszy – reż. Kunihiko Yuyama
  - Szeregowiec Ryan – reż. Steven Spielberg
  - Totalna magia (Practical Magic) – reż. Griffin Dunne
  - Claire z Księżyca (Claire of the Moon) – reż. Nicole Conn
  - Truman Show (The Truman Show) – reż. Peter Weir
  - Z archiwum X: Pokonać przyszłość
  - Zakochany Szekspir (Shakespeare in Love) – reż. John Madden
  - Zejdź na ziemię (Get Real) – reż. Simon Shore
  - Taxi – reż. Gerard Pires
  - 21 stycznia
Bogowie i potwory (Gods and Monsters), reż. Bill Condon
  - 12 kwietnia
Schody do nieba (The Staircase), reż. Karen Arthur
  - 17 kwietnia
Like It Is, reż. Paul Oremland
  - 24 czerwca
Edge of Seventeen, reż. David Moreton
  - 13 sierpnia
Head On, reż. Ana Kokkinos
  - 14 września
Sypialnie i przedsionki (Bedrooms and Hallways), reż. Rose Troche
Wyśnione życie aniołów (La vie rêvée des anges), reż. Érick Zonca

## Nagrody filmowe
- Oscary
  - Najlepszy film – Zakochany Szekspir (Shakespeare in Love)
  - Najlepszy aktor – Roberto Benigni Życie jest piękne
  - Najlepsza aktorka – Gwyneth Paltrow Zakochany Szekspir
  - Wszystkie kategorie: Oscary w roku 1998
- Festiwal w Cannes
  - Złota Palma: Teo Angelopoulos – Wieczność i jeden dzień (Mia aioniotita kai mia mera)
- Festiwal w Berlinie
  - Złoty Niedźwiedź: Walter Salles – Dworzec nadziei
- Festiwal w Wenecji
  - Złoty Lew: Gianni Amelio – Echa dzieciństwa
- XXIII Festiwal Polskich Filmów Fabularnych
  - Złote Lwy: Historia kina w Popielawach – reż. Jan Jakub Kolski
- VI Międzynarodowy Festiwal Sztuki Autorów Zdjęć Filmowych Camerimage, Toruń
  - Złota Żaba: Walter Carvalho za zdjęcia do filmu Dworzec nadziei
  - Srebrna Żaba: Hideo Yamamoto za zdjęcia do filmu Hana-bi
  - Brązowa Żaba: Jens Fisher za zdjęcia do filmu Beneath the Surface